# Витяз (ЗРК)
„Витязь“, С-350 (Индекс ГРАУ – 50Р6А) е руски зенитно-ракетен комплекс, със среден радиус на действие от ново поколение. Планира се, че „Витязь“ ще замени С-300ПС (далечина на поразяване – до 75 – 200 км) и Бук-М1-2 (далечина на поразяване – 45 км по далечина и до 25 км на височина).
В края на 2018 г. е заявено за приемането му на въоръжение през 2019 г., няколко години по-късно от първоначално заявените срокове. На 30 декември 2018 пресслужбата на министерството на отбраната съобщава, че „през 2019 г. във Въздушно-космическите сили ще постъпи най-новият зенитен ракетен комплекс С-350 „Витязь““.

## Разработка
Работите по проекта за ЗРК „Витязь“ са открити през 2007 г., след демонстрация на ръководството на Министерството на отбраната на Руската Федерация на действащия образец на ЗРК със средна далечина KM-SAM създаден за Южна Корея по спечелен от концерна „Алмаз-Антей“ международен конкурс.
През 2011 г. е завършен етапа по създаването на работната конструкторска документация. През същата година са проведени изпитания на ракетите 9М100 и 9М96, двата пуска са признати за неуспешни поради срив в АРГСН.
През 2012 г. конструкторското бюро „Алмаз-Антей“ извършва доработка и наземни изпитания на АРГСН. През същата година е произведен опитен образец, а за 2013 г. е планирано завършването на държавните изпитания.
През февруари 2013 г. вестник „Известия“ съобщава, че командването на Военновъздушните сили и концерна за ПВО „Алмаз-Антей“ са назначили първите изпитания на системата за есента; командването на ВВС при това изразява недоволство от хода на приемане на ЗРК, напомняйки, че, съгласно подписания през 2010 г. договор, през 2013 г. „Витязь“ трябва да започне да постъпва във войските за ПВО, а не да се изпитва на полигона. На 19 юни 2013 г. ЗРК „Витязь“ е публично представен в хода на визитата на президента Владимир Путин в НПО „Алмаз“ в Обуховския завод, където се води сглобяването на частите на комплекса. През август 2013 г. комплекса е представен на авиосалона МАКС-2013.
В началото на 2014 г. генералния директор на Северозападния регионален център на концерна „Алмаз-Антей“ съобщава, че държавните изпитания на ЗРК С-350 „Витязь“ ще завършат в края 2014 – началото на 2015 г. През 2014 г. главата на концерна „Алмаз-Антей“ заявява, че серийното производство на комплекса ще започне през 2015 г.
През втората половина на декември 2015 г. източник във военнопромишения комплекс на Русия съобщава за началото на изпитанията на ракетите за системата „Витязь“.
В края на 2016 г. концерна „Алмаз-Антей“ заявява, че пристъпва към разработката на нова система за ПВО със средна далечина, която „ще дойде на смяна на комплексите „Бук“ и С-350 „Витязь““.
През 2018 г. продължават изпитанията на полигона Капустин Яр.
През април 2019 държавните изпитания на новата зенитна ракетна система С-350 „Витязь“ успешно са завършени; уже запущено производство первого серийного комплекта, который планируется сдать в 2019 году.
Руската армия се сдоби с първия си комплекс С-350 „Витяз“ публикувано на 26.02.2020г.

## Описание
ЗРК „Витязь“ се състои от самоходната пускова установка 50П6А, многофункционална РЛС 50Н6А и пункта за бойно управление 50К6А, разположени на колесно четириосно шаси БАЗ. Боекомплекта се състои от 12 ЗУР с АРГСН, предположительно 9М96/9М96Е (от ЗРК С-400) и/или 9М100.
|                         |                                 |                                      |
| Пускова установка 50П6Е | Пункт за бойно управление 50К6Е | Многофункционален радиолокатор 50Н6Е |

## Оценка
Според заявлението на генерал-полковник Александър Зелин (към този момент (август 2011 г.) главнокомандващ ВВС на Русия), ЗРК „Витязь“ по бойни възможности няколко пъти надхвърля възможностите на ЗРК С-300. Известно е, че една пускова установка на комплекса „Витязь“ ще бъде способна да носи 12 ракети, срещу 4 на С-300ПС. Също, ЗРК ще има по-голям брой канали за обстрел на целите, което ще позволи обстрелването на повече цели едновременно.